# Vuelta al Táchira
La Vuelta al Táchira es una competición ciclista profesional disputada en territorio venezolano desde 1966. Originalmente enmarcado solo en rutas del estado Táchira, pero que se ha extendido en algunas oportunidades hasta los estados circunvecinos (Mérida, Trujillo, Barinas, Barquisimeto y Zulia, entre otros), incluso en ocasiones usando rutas de Colombia, en el departamento de Norte de Santander.
Tradicionalmente, la mayor rivalidad de este evento se ha presentado entre equipos y ciclistas de Venezuela y Colombia, si bien en un par de oportunidades la victoria fue para ciclistas de la antigua Unión Soviética, sin embargo Costa Rica y Cuba también han conseguido triunfo, uno para cada país. 
Son particularmente famosas las tradicionales etapas del circuito de las avenidas España y 19 de abril de la ciudad de San Cristóbal, conocido como el Circuito Santos Rafael Bermúdez, las etapas de montañas con metas en Mérida, La Grita y la del Cerro El Cristo (Capacho).

## Historia
La celebración de una competencia por etapas en las calles de la provincia fue un anhelo de esta comunidad desde que en las carreteras colombianas comenzó a llevarse a cabo la Vuelta a Colombia. Luego del éxito alcanzado en "La Conquista de Los Andes" en 1956 por el equipo tachirense, hubo un ambiente propicio para que se diera la constitución de la Asociación Tachirense de Ciclismo.
A partir de ese momento esta institución se daría a la tarea de organizar un futuro clásico en la entidad, cosa que se materializaría en el mes de enero de 1966, con la realización de la primera Vuelta al Táchira en Bicicleta, ganada contundentemente por el equipo colombiano de Cundinamarca.

## Kilometros recorridos y velocidad promedio en 60 Ediciones
Hasta el año 2021 se han recorrido 80.164 km, a velocidad promedio de 38,8 km/h. Promedio de 1.336,07 Km por edición.

## Evolución de las clasificaciones
Las clasificaciones eran: Líder, Regularidad, Combinada, Montaña, Metas Volantes y Novato en el presente siguen siendo seis pero a diferencia de las mencionadas anteriormente, ahora son: Líder, Puntos, Sprint, Montaña, Sub23 (SB), mejor tachirense, mejor extranjero y Ganador de etapa.
líder de la general: Para reconocer al líder en carretera, éste suele portar un maillot con un color determinado, como sucede en el Tour de Francia (maillot amarillo) y en el Giro de Italia (maglia rosa) y en la Vuelta a España (camiseta roja). Aun mantiene su carácter para el ciclista que posea el menor tiempo de carrera sin importar haya ganado o no alguna etapa, al final de la carrera éste será designado como campeón absoluto.
La clasificación de las metas volantes de la Vuelta al Táchira fue una de las clasificaciones secundarias de esta carrera. Estuvo vigente desde 1966 hasta 2001, donde desapareció. El líder de esta clasificación se distinguía por llevar la camiseta de puntos azules. Primer campeón Martín Rodríguez (Col) (1966).
Premios de la Montaña: ha sido una de las clasificaciones secundarias de la Vuelta al Táchira que al igual que el líder se conservan desde la creación de la clásica desde 1966. La clasificación de la montaña recompensa al ciclista que obtiene más puntos al pasar por las cumbres de los diferentes puertos de montaña, que pueden ser de tipo A, B o C, que consta la carrera. El primer campeón Martín Rodríguez (Col), último campeón (2021)  Anderson Paredes (Ven) Best PC Ecuador
La clasificación de la Combinada en la Vuelta al Táchira era una de las clasificaciones secundaria que recompensaba al ciclista con mejor ranking, sumando la Clasificación general, la Clasificación de la Regularidad y la de Premios de la Montaña. El líder era el que tenía menos puntos en la suma de la posición de las tres clasificaciones.
La Clasificación de la Regularidad:
Novatos: Era solo para menores de 23 años que corrían por primera vez, mejor ubicado en la clasificación general individual.

## Camisetas de líder
Anteriormente la camiseta del Líder y Novato eran de color blanco, y el resto de las camisetas de lunares (azul Metas Volantes, rojo Regularidad, fucsia Combinada y verde para la Montaña) haciendo tributo al Tour de Francia, luego fueron instaurados los mencionados a continuación.
Durante cada etapa, los líderes de las clasificaciones deberán vestirlas. 
Los distinciones son General, Puntos, Montaña, Sprint, Joven, tachirense, extranjero y Ganador de Etapa con las siguientes características:
- Camiseta amarilla

Durante varias ediciones fue de color blanco, es la más importante de todas ya que identifica al Líder de la Clasificación General individual.
- Camiseta verde

Es la que identifica al líder de la Clasificación de los Premios de la Montaña.
- Camiseta azúl

Es la que distingue al líder de la Clasificación de los Sprint (Antes eran las Metas Volantes), clasificación que otorga puntos en el terreno plano, hay dos bonificaciones en puntos y tiempo.
- Camiseta roja

Esta es la que distingue al líder de la Clasificación de por Puntos, clasificación que otorga puntos en cada uno de los premios intermedios así como también la llegada.
- Camiseta blanca

Identifica al ciclista joven menor de 23 años mejor ubicado en la clasificación general.
- Camiseta lunares azules

Recientemente se ha creado esta camiseta con el objetivo de premiar al ganador de cada etapa.
- Camiseta lunares verdes

Se ha creado esta camiseta con el objetivo de premiar al mejor extranjero. En 2025 esta camiseta cambió por el mas combativo de la etapa.
- Líder por equipos

el líder por equipo consta del equipo que tenga menor tiempo, sumando la primera rueda de los tres mejores ciclistas de cada equipo al momento de cruzar la lineo de meta en cada etapa, en este caso no se porta la camisa de líder.
En caso que el líder tenga más de una camiseta ésta será portada por el siguiente puesto y así sucesivamente, siendo el orden respectivo el mencionado anteriormente.

## Palmarés
| Año  | Ganador                     | Segundo                     | Tercero                     |
| ---- | --------------------------- | --------------------------- | --------------------------- |
| 1966 | Martín Emilio Rodríguez     | Victor Leguizamón           | Gliserio Penagos            |
| 1967 | Gustavo Rincón              | Severo Hernández            | Jairo Cruz                  |
| 1968 | Martín Emilio Rodríguez     | Severo Hernández            | Javier Amado Suárez         |
| 1969 | Álvaro Pachón               | Hernando Gómez              | Nicolás Reidtler            |
| 1970 | Álvaro Pachón               | Pablo Enrique Hernández     | Miguel Samacá               |
| 1971 | Martín Emilio Rodríguez     | Nicolás Reidtler            | Luis Gabino Rosales         |
| 1972 | Miguel Samacá               | Rafael Antonio Niño         | Fabio Acevedo               |
| 1973 | Santos Bermúdez             | Nicolás Reidtler            | Cirilo Correa               |
| 1974 | Álvaro Pachón               | Juan de Dios Morales        | Carlos Julio Siachoque      |
| 1975 | Fernando Fontes             | Nicolás Reidtler            | Sergei Morosow              |
| 1976 | Fernando Fontes             | Nicolás Reidtler            | Efraín Pulido               |
| 1977 | José Patrocinio Jiménez     | Nicolás Reidtler            | Luis Enrique Murillo        |
| 1978 | Efraín Rodríguez            | José Patrocinio Jiménez     | Plinio Casas                |
| 1979 | José Duaxt                  | Viktor Okolelov             | Arcadio Méndez              |
| 1980 | Epifanio Arcila             | Manuel Ignacio Gutiérrez    | Fabio Navarro               |
| 1981 | Carlos Julio Siachoque      | Aleksandr Gusyatnikov       | Fabio Parra                 |
| 1982 | Ramazan Galaletdinov        | Jorge Orozco                | Enrique Campos              |
| 1983 | Mario Medina Varela         | Martín Alonso Ramírez       | Alexandr Krasnov            |
| 1984 | Carlos Alba                 | Alexandr Kulikov            | Leonid Arkhipov             |
| 1985 | José Lindarte               | Fernando Correa             | Elio Villamizar             |
| 1986 | Eduardo Alonso              | José Lindarte               | Samuel Villamizar           |
| 1987 | Elio Villamizar             | Fernando Correa             | Pedro Mora                  |
| 1988 | Viacheslav Yekímov          | Luis Barroso Gómez          | Mario Medina Varela         |
| 1989 | Luis Felipe Moreno          | José Villamizar             | Viacheslav Yekímov          |
| 1990 | José Vicente Díaz           | Augusto Triana              | Alexis Méndez               |
| 1991 | Ángel Yesid Camargo         | Juan Carlos Rosero          | José Jaime González         |
| 1992 | Luis Barroso Gómez          | Josué López                 | Santiago Amador             |
| 1993 | Leonardo Sierra             | José Ibáñez                 | Omar Pumar                  |
| 1994 | Alexis Méndez               | Carlos Alberto Maya Lizcano | Edinel Figueroa             |
| 1995 | Carlos Alberto Maya Lizcano | Rónald Bermúdez             | Omar Pumar                  |
| 1996 | Raúl Gómez Suárez           | Giovanni Vargas             | Omar Pumar                  |
| 1997 | César Salazar               | Argiro Zapata               | Hernán Darío Muñoz          |
| 1998 | Julio Blanco                | Álvaro Lozano               | Robinson Merchán            |
| 1999 | Aldrin Salamanca            | Freddy González             | Vladimir Forero             |
| 2000 | Noel Vásquez                | Carlos Alberto Maya Lizcano | Omar Pumar                  |
| 2001 | Noel Vásquez                | Carlos Alberto Maya Lizcano | Aldrin Salamanca            |
| 2002 | Freddy Vargas               | Noel Vásquez                | José Rujano                 |
| 2003 | Hernán Darío Muñoz          | Carlos Alberto Maya Lizcano | Yeison Delgado              |
| 2004 | José Rujano                 | Freddy González             | Carlos Alberto Maya Lizcano |
| 2005 | José Rujano                 | José Isidro Chacón          | Carlos Alberto Maya Lizcano |
| 2006 | Manuel Medina               | José Serpa                  | Hernán Buenahora            |
| 2007 | Hernán Buenahora            | Manuel Medina               | Jackson Rodríguez           |
| 2008 | Manuel Medina               | Yeison Delgado              | José Alirio Contreras       |
| 2009 | Rónald González             | Tomás Gil                   | Yonathan Monsalve           |
| 2010 | José Rujano                 | José Alarcón                | Noel Vásquez                |
| 2011 | Manuel Medina               | Carlos Becerra              | Noel Vásquez                |
| 2012 | Jimmy Briceño               | Rónald González             | Manuel Medina               |
| 2013 | Yeison Delgado              | José Isidro Chacón          | Carlos Gálviz               |
| 2014 | Carlos Gálviz               | Juan Murillo                | Johnatan Camargo            |
| 2015 | José Rujano                 | Juan Murillo                | Yeison Delgado              |
| 2016 | Joseph Chavarría            | Jorge Abreu                 | Yosvangs Rojas              |
| 2017 | Jonathan Salinas            | Jimmy Briceño               | Jhorman Flores              |
| 2018 | Pedro Gutiérrez             | Rónald González             | Rafael Medina               |
| 2019 | Jimmy Briceño               | Luis Mora                   | Jonathan Salinas            |
| 2020 | Roniel Campos               | Juan José Ruiz              | Kevin Rivera                |
| 2021 | Roniel Campos               | Óscar Sevilla               | Danny Osorio                |
| 2022 | Roniel Campos               | Edwin Becerra               | Didier Merchán              |
| 2023 | José Alarcón                | Juan José Ruiz              | Juan Diego Alba             |
| 2024 | Jonathan Caicedo            | Juan José Ruiz              | Nelson Camargo              |
| 2025 | Edwin Becerra               | Jorge Abreu                 | José Alarcón                |

## Estadísticas

### Más victorias generales
| Ciclista         | Victorias | Años                   |
| ---------------- | --------- | ---------------------- |
| José Rujano      | 4         | 2004, 2005, 2010, 2015 |
| Martín Rodríguez | 3         | 1966, 1968, 1971       |
| Álvaro Pachón    | 3         | 1969, 1970, 1974       |
| Manuel Medina    | 3         | 2006, 2008, 2011       |
| Roniel Campos    | 3         | 2020, 2021, 2022       |
| Fernando Fontes  | 2         | 1975, 1976             |
| Noel Vásquez     | 2         | 2000, 2001             |
| Jimmy Briceño    | 2         | 2012, 2019             |

### Más días vestido de líder
| Ciclista                | Días |  |
| ----------------------- | ---- |  |
| Mario Medina Varela     | 27   |  |
| Álvaro Pachón           | 25   |  |
| José Rujano             | 23   |  |
| Carlos Maya             | 20   |  |
| Martín Emilio Rodríguez | 18   |  |
| Juan Murillo            | 15   |  |
| Noel Vásquez            | 13   |  |
| César Salazar           | 12   |  |
| Hussein Monsalve        | 12   |  |
| Santos Bermúdez         | 12   |  |
| Roniel Campos           | 11   |  |
| Ángel Yesid Camargo     | 11   |  |
| José Díaz               | 11   |  |
| Julio Blanco            | 11   |  |
| Aldrin Salamanca        | 11   |  |
| Hernan Buenahora        | 10   |  |

### Más días vestido de líder en una edición
| Ciclista              | Etapas | año  |  |
| --------------------- | ------ | ---- |  |
| Carlos Maya           | 12     | 1995 |  |
| José Díaz             | 11     | 1990 |  |
| Ángel Camargo         | 11     | 1991 |  |
| Julio Blanco          | 11     | 1998 |  |
| Álvaro Pachón         | 10     | 1970 |  |
| José Jiménez          | 10     | 1977 |  |
| José Rujano           | 10     | 2004 |  |
| Manuel Medina         | 10     | 2006 |  |
| Hernan Buenahora      | 10     | 2007 |  |
| Alexander Gusiatnikov | 09     | 1981 |  |
| Samuel Cabrera        | 09     | 1984 |  |
| Roberto Rodríguez     | 09     | 1986 |  |
| Luis Moreno           | 09     | 1989 |  |
| Leonardo Sierra       | 09     | 1993 |  |

### Más podios
| Ciclista                | Victorias | 2.º lugar | 3.º lugar | Total |
| ----------------------- | --------- | --------- | --------- | ----- |
| Carlos Maya             | 1         | 4         | 2         | 7     |
| Nicolás Reidtler        | 0         | 5         | 1         | 6     |
| José Rujano             | 4         | 0         | 1         | 5     |
| Manuel Medina           | 3         | 1         | 1         | 5     |
| Noel Vásquez            | 2         | 1         | 2         | 5     |
| Yeison Delgado          | 1         | 1         | 2         | 4     |
| Omar Pumar              | 0         | 0         | 4         | 4     |
| Álvaro Pachón           | 3         | 0         | 0         | 3     |
| Martín Emilio Rodríguez | 3         | 0         | 0         | 3     |
| Roniel Campos           | 3         | 0         | 0         | 3     |

## Palmarés por países
| País            | Victorias | 2.º lugar | 3.º lugar | Total | Último vencedor            |
| --------------- | --------- | --------- | --------- | ----- | -------------------------- |
| Venezuela       | 37        | 36        | 36        | 109   | Eduin Becerra en 2025      |
| Colombia        | 18        | 19        | 18        | 55    | Hernán Buenahora en 2007   |
| Unión Soviética | 2         | 3         | 4         | 9     | Viatcheslav Ekimov en 1988 |
| Ecuador         | 1         | 1         | 0         | 2     | Jonathan Caicedo en 2024   |
| Cuba            | 1         | 0         | 1         | 2     | Eduardo Alonso en 1986     |
| Costa Rica      | 1         | 0         | 1         | 2     | Joseph Chavarría en 2016   |
| España          | 0         | 1         | 0         | 1     | -                          |

### Victorias consecutivas
- Dos victorias seguidas:
  - Álvaro Pachón  (1969, 1970)
  - Fernando Fontes (1975, 1976)
  - Noel Vásquez (2000, 2001)
  - José Rujano (2004, 2005)

- Tres victorias seguidas:
  - Roniel Campos (2020, 2021,2022)

## Equipos ganadores
| Equipo                                   | Victorias | Ediciones                                                        |
| ---------------------------------------- | --------- | ---------------------------------------------------------------- |
| Lotería del Táchira                      | 13        | 1978 1979 1983 1984 1985 1987 1994 1995 1997 1999 2001 2009 2012 |
| Selección Nacional de Colombia           | 9         | 1970 1971 1972 1974 1977 1981 1990 1991 1996                     |
| Kino Táchira                             | 5         | 1998 2000 2002 2013 2017                                         |
| Selle Italia / Colombia-Selle Italia     | 5         | 1992 1993 2003 2004 2005                                         |
| Gobernación del Zulia                    | 5         | 2006 2007 2008 2010 2011                                         |
| Club Martell                             | 3         | 1973 1975 1976                                                   |
| Selección Nacional de Antioquia          | 2         | 1966 1968                                                        |
| Selección Nacional de Cundinamarca       | 2         | 1967 1969                                                        |
| Selección Nacional de URSS               | 2         | 1982 1988                                                        |
| Deportivo Táchira                        | 2         | 2020 2022                                                        |
| OPE - Trujillo                           | 1         | 1980                                                             |
| Selección Nacional de Cuba               | 1         | 1986                                                             |
| Café de Colombia                         | 1         | 1989                                                             |
| Gobernación del Táchira - IDT - Concafé  | 1         | 2014                                                             |
| Gobernación de Mérida                    | 1         | 2015                                                             |
| Nestle - Giant - Courtyard Marriot       | 1         | 2016                                                             |
| Gobierno de Yaracuy - Banco Bicentenario | 1         | 2018                                                             |
| Inversiones Alexander                    | 1         | 2019                                                             |
| Team Atlético Venezuela                  | 1         | 2021                                                             |
| Fundación Ángeles Hernández              | 1         | 2023                                                             |
| Forte Petrolike-Androni Giocattoli       | 1         | 2024                                                             |
| Trululú Grupo La Guacamaya               | 1         | 2025                                                             |

## Otros datos

### Máximo ganador de etapas en una misma edición
- El ciclista que hasta el momento ha ganado más etapas en una edición de la Vuelta al Táchira: Carlos Maya (Venezuela) con seis en la edición que se corrió en octubre de 1994 - XXVII Vuelta al Táchira.

### Líder desde la primera etapa hasta la última
- Álvaro Pachón  1970

### Campeones de la Vuelta al Táchira sin ganar etapa
- Álvaro Pachón 1974
- Fernando Fontes 1975
- Carlos Alba 1984
- Eduardo Alonso 1986
- Joseph Chavarría 2016.

### Más victorias parciales en La Grita
La etapa a La Grita es una de las llegadas más tradicionales de la Vuelta al Táchira junto al Circuito Santos Rafael Bermúdez, de la ciudad de San Cristóbal. A continuación se presenta los máximos ganadores en este recorrido caracterizado por tener llegada en alta pendiente con premio de montaña en la llegada.
En 2025 se dio a conocer en esta etapa como llegada en memoria de don Gregorio González Lovera, fundador de Ecos del Torbes  por ser pionero en las transmisiones radiofónicas remotas en eventos deportivos, iniciando y especialmente en la Vuelta al Táchira. 
- Cuatro veces:
  - Fernando Fontes  (1967, 1968, 1969 y 1976)
  - Leonardo Sierra  (1987, 1988, 1991 y 1993)
- tres veces:
  - Nicolas Reidtler  (1971, 1973, 1975)
  - Ronald Gonzalez  (1995, 2008, 2019)
  - José Rújano  (2005, 2009, 2015)
- Dos Veces:
  - Jonathan Camargo  (2010, 2011)
  - Manuel Medina  (2004, 2007).

### Más victorias parciales en el Circuito Santos Rafael Bermúdez
- Este recorrido se efectua en las avenidas España y 19 de abril, conocido como Santos Rafael Bermúdez.
- Esta es otra de las Etapas más comunes que se ha caracterizado en la Vuelta al Táchira es este recorrido, que además se ha corrido en los Campeonatos Panamericanos de 1976 y 2016, y muy especialmente en los Campeonatos Mundiales de Ciclismo de 1977.
- Este cicuito se corre desde su primera edición que deja los siguientes datos: 1ª etapa el 25 de enero de 1966, 120 km, triunfador de Colombia Luis Emilio Vélez, que a su vez es el primer líder de la general en este evento.
- En 1982 luego de 14 años deja de ser la primera etapa y comienza a pasear por diferentes posiciones en el recorrido sin dejar de ser etapa obligada.
- En 2021 por condición de salud pública y por la presencia del Covid-19, el recorrido fue modificado.

- Cuatro veces:
  -  Jonathan Monsalve 2009, 2015, 2017, 2018,

- Dos Veces
  -  Carlos Guerrero 1978, 1980
  -  Viatcheslav Ekimov 1985, 1988
  -  César Salazar 2005, 2006
  -  Juan Murillo 2013, 2014.

### Campeón de la Vuelta al Táchira en la última etapa
En este renglón se presenta el año en que sucedió el evento seguidamente quien era el líder hasta esa última etapa y quien terminó subiendo al podio para ser coronado como campeón y máxima figura de ese año.
- 1973 Cirilo Correa - Santos Bermúdez
- 1975 Sergei Morozov - Fernando Fontes
- 1981 Alexander Gusiatnikov - Carlos Siachoque
- 2009 José Alarcón - Rónald González
- 2016 José Mendoza - Joseph Chavarría